# Carlprit/Diskografie
Diese Diskografie ist eine Übersicht über die musikalischen Werke des deutsch-simbabwischen Rappers Carlprit. Seine erfolgreichste Veröffentlichung ist die Single Evacuate the Dancefloor zusammen mit Cascada. Sie konnte weltweit die Charts erreichen und wurde mit mehreren Gold- und Platin-Schallplatten ausgezeichnet. Seine erfolgreichste Veröffentlichung als Solokünstler ist das Lied Fiesta, mit dem er die deutschen, französischen und Schweizer Singlecharts erreichte.

## Alben

### Mixtapes
| Jahr | Titel            | Anmerkungen                                              |
| ---- | ---------------- | -------------------------------------------------------- |
| 2010 | Hustlers Academy | Erstveröffentlichung: 11. Januar 2010 als Gratisdownload |

## Singles

### Als Leadmusiker
| Jahr | Titel Album                | Höchstplatzierung, Gesamtwochen, AuszeichnungChartplatzierungen (Jahr, Titel, Album, Platzierungen, Wochen, Auszeichnungen, Anmerkungen) | Höchstplatzierung, Gesamtwochen, AuszeichnungChartplatzierungen (Jahr, Titel, Album, Platzierungen, Wochen, Auszeichnungen, Anmerkungen) | Höchstplatzierung, Gesamtwochen, AuszeichnungChartplatzierungen (Jahr, Titel, Album, Platzierungen, Wochen, Auszeichnungen, Anmerkungen) | Höchstplatzierung, Gesamtwochen, AuszeichnungChartplatzierungen (Jahr, Titel, Album, Platzierungen, Wochen, Auszeichnungen, Anmerkungen) | Höchstplatzierung, Gesamtwochen, AuszeichnungChartplatzierungen (Jahr, Titel, Album, Platzierungen, Wochen, Auszeichnungen, Anmerkungen) | Höchstplatzierung, Gesamtwochen, AuszeichnungChartplatzierungen (Jahr, Titel, Album, Platzierungen, Wochen, Auszeichnungen, Anmerkungen) | Anmerkungen                                                                                                |
| Jahr | Titel Album                | DE | AT | CH | UK | US | FR | Anmerkungen                                                                                                |
| ---- | -------------------------- | --- | --- | --- | --- | --- | --- | --- |
| 2012 | Fiesta –                   | DE53 (5 Wo.)DE | — | CH45 (1 Wo.)CH | — | — | FR39 (21 Wo.)FR | Erstveröffentlichung: 29. Oktober 2012, als Promo-Single Erstveröffentlichung: 10. Mai 2013, als Single    |
| 2013 | Here We Go (Allez Allez) – | DE59 (2 Wo.)DE | AT43 (2 Wo.)AT | — | — | — | — | Erstveröffentlichung: 25. Februar 2013, als Promo-Single Erstveröffentlichung: 16. August 2013, als Single |
| 2014 | Remember to Forget –       | DE46 (3 Wo.)DE | AT64 (3 Wo.)AT | CH61 (1 Wo.)CH | — | — | — | Erstveröffentlichung: 31. Januar 2014 feat. Jaicko Lawrence                                                |

Weitere Singles
| Jahr | Titel Album              | Anmerkungen                                            |
| ---- | ------------------------ | ------------------------------------------------------ |
| 2006 | What Up Girl –           | Erstveröffentlichung: 23. Juni 2006 nur als Download   |
| 2010 | See You at the Top –     | Erstveröffentlichung: 2. Januar 2010 feat. Bkay & Kazz |
| 2011 | 1234 Ready or Not        | Erstveröffentlichung: 24. August 2012                  |
| 2013 | Party Around the World – | Erstveröffentlichung: 8. November 2013 feat. CvB       |

### Als Gastmusiker
| Jahr | Titel Album                             | Höchstplatzierung, Gesamtwochen, AuszeichnungChartplatzierungen (Jahr, Titel, Album, Platzierungen, Wochen, Auszeichnungen, Anmerkungen) | Höchstplatzierung, Gesamtwochen, AuszeichnungChartplatzierungen (Jahr, Titel, Album, Platzierungen, Wochen, Auszeichnungen, Anmerkungen) | Höchstplatzierung, Gesamtwochen, AuszeichnungChartplatzierungen (Jahr, Titel, Album, Platzierungen, Wochen, Auszeichnungen, Anmerkungen) | Höchstplatzierung, Gesamtwochen, AuszeichnungChartplatzierungen (Jahr, Titel, Album, Platzierungen, Wochen, Auszeichnungen, Anmerkungen) | Höchstplatzierung, Gesamtwochen, AuszeichnungChartplatzierungen (Jahr, Titel, Album, Platzierungen, Wochen, Auszeichnungen, Anmerkungen) | Höchstplatzierung, Gesamtwochen, AuszeichnungChartplatzierungen (Jahr, Titel, Album, Platzierungen, Wochen, Auszeichnungen, Anmerkungen) | Anmerkungen                                                               |
| Jahr | Titel Album                             | DE | AT | CH | UK | US | FR | Anmerkungen                                                               |
| ---- | --------------------------------------- | --- | --- | --- | --- | --- | --- | ------------------------------------------------------------------------- |
| 2009 | Evacuate the Dancefloor                 | DE5 Platin · (39 Wo.)DE | AT6 (33 Wo.)AT | CH7 (35 Wo.)CH | UK1 Gold · (18 Wo.)UK | US25 Platin · (26 Wo.)US | FR5 (32 Wo.)FR | Erstveröffentlichung: 3. Juli 2009 mit Cascada                            |
| 2011 | One More Time –                         | — | — | — | — | — | FR161 (1 Wo.)FR | Erstveröffentlichung: 30. September 2011 mit Bodybangers & Linda Teodosiu |
| 2012 | Do What You Do –                        | — | AT65 (1 Wo.)AT | — | — | — | — | Erstveröffentlichung: 27. Januar 2012 mit Klaas                           |
| 2012 | Do It All Night 2k12 –                  | DE34 (3 Wo.)DE | AT21 (8 Wo.)AT | CH11 (6 Wo.)CH | — | — | — | Erstveröffentlichung: 11. Mai 2012 mit Darius & Finlay & Nicco            |
| 2012 | Club Go Mad –                           | — | AT43 (3 Wo.)AT | — | — | — | — | Erstveröffentlichung: 8. Oktober 2012 mit Modana                          |
| 2012 | Don’t Stop the Dancing Hands Up Forever | — | AT48 (1 Wo.)AT | CH55 (1 Wo.)CH | — | — | FR75 (14 Wo.)FR | Erstveröffentlichung: 7. Dezember 2012 mit Manian                         |
| 2013 | Saturday Night 2013 –                   | DE83 (1 Wo.)DE | — | — | — | — | — | Erstveröffentlichung: 15. Februar 2013 mit Whigfield                      |
| 2013 | Brand New Day Smile Together…In the Mix | — | AT68 (1 Wo.)AT | CH42 (4 Wo.)CH | — | — | — | Erstveröffentlichung: 15. März 2013 mit Mike Candys & Evelyn              |

Weitere Gastbeiträge
| Jahr | Titel Album                  | Anmerkungen                                                                            |
| ---- | ---------------------------- | -------------------------------------------------------------------------------------- |
| 2010 | Sun Is Shining –             | Erstveröffentlichung: 19. Februar 2010 mit Yanou, Tony T., Metaphysics und Dave Kurtis |
| 2010 | How Do You Sleep –           | Erstveröffentlichung: 10. Juli 2010 mit Angle City                                     |
| 2010 | Ghetto Superstar –           | Erstveröffentlichung: 18. Oktober 2010 mit Basslovers United                           |
| 2010 | Delirious –                  | Erstveröffentlichung: 19. November 2010 mit Michael Mind Project & Mandy Ventrice      |
| 2011 | Digi Ben –                   | Erstveröffentlichung: 19. März 2011 mit Mondotek                                       |
| 2011 | Boys Boys Boys –             | Erstveröffentlichung: 27. Mai 2011 mit TWiiNS                                          |
| 2011 | Heaven Is a Place on Earth – | Erstveröffentlichung: 17. Juni 2011 mit U-Jean                                         |
| 2011 | Flip Flops and Hightops –    | Erstveröffentlichung: 13. Juli 2011 mit Dear Zim                                       |
| 2011 | Party On –                   | Erstveröffentlichung: 15. Juli 2011 mit Funkybootz                                     |
| 2011 | The Second Beat Is Mine –    | Erstveröffentlichung: 9. September 2011 mit Sasha Dith vs. Daagard & Morane            |
| 2011 | Dance with Me –              | Erstveröffentlichung: 30. September 2011 mit Bryce                                     |
| 2011 | LOVEBEAT –                   | Erstveröffentlichung: 10. Oktober 2011 mit Amari                                       |
| 2011 | Boom –                       | Erstveröffentlichung: 15. November 2011 mit ItaloBrothers                              |
| 2011 | Shake That Boo Boo –         | Erstveröffentlichung: 18. November 2011 mit Modana                                     |
| 2011 | One Million –                | Erstveröffentlichung: 6. Dezember 2011 mit Alexandra Stan                              |
| 2011 | Flip Flops and Hightops –    | Erstveröffentlichung: 13. Juli 2011 mit Dear Zim                                       |
| 2012 | Elevator –                   | Erstveröffentlichung: 16. Januar 2012 mit Irresistible                                 |
| 2012 | Ya Odna –                    | Erstveröffentlichung: 3. Februar 2012 mit Blue Affair & Sasha Dith                     |
| 2012 | Ready for Tonight –          | Erstveröffentlichung: 9. Februar 2012 mit Dimaro & Rosette, BE: #19                    |
| 2012 | Don’t Stop the Music –       | Erstveröffentlichung: 24. Februar 2012 mit Love Unit                                   |
| 2012 | Party Crash –                | Erstveröffentlichung: 11. Juni 2012 mit Modana                                         |
| 2012 | We’ve Only Just Begun –      | Erstveröffentlichung: 11. Juni 2012 mit Dimaro & Rosette                               |
| 2012 | Lady Gaga –                  | Erstveröffentlichung: 15. Juli 2012 mit Chiki                                          |
| 2012 | The Night –                  | Erstveröffentlichung: 19. Oktober 2012 mit Housetwins feat. Lio                        |
| 2012 | Freak Around –               | Erstveröffentlichung: 26. Oktober 2012 mit Dirty Dubs                                  |
| 2012 | Hot Spot –                   | Erstveröffentlichung: 7. Dezember 2012 mit Modana                                      |
| 2013 | Your Biggest Fan –           | Erstveröffentlichung: 5. April 2013 mit Modana                                         |
| 2013 | Elevator –                   | Erstveröffentlichung: 12. Juli 2013 mit Irresistible                                   |
| 2013 | Dance or Die –               | Erstveröffentlichung: 13. September 2013 mit Azuro & Elly                              |
| 2014 | Get Gone –                   | Erstveröffentlichung: 23. Juli 2014 mit Luca Dayz                                      |

## Statistik

### Chartauswertung
|                       | DE    | AT    | CH    | UK    | US    | FR    |
| --------------------- | ----- | ----- | ----- | ----- | ----- | ----- |
| Nummer-eins-Singles   | DE—DE | AT—AT | CH—CH | UK1UK | US—US | FR—FR |
| Top-10-Singles        | DE1DE | AT1AT | CH1CH | UK1UK | US—US | FR1FR |
| Singles in den Charts | DE6DE | AT8AT | CH6CH | UK1UK | US1US | FR4FR |

### Auszeichnungen für Musikverkäufe
| Goldene Schallplatte - Dänemark - 2009: für die Single Evacuate the Dancefloor Platin-Schallplatte - Australien - 2009: für die Single Evacuate the Dancefloor - Neuseeland - 2010: für die Single Evacuate the Dancefloor | 2× Platin-Schallplatte - Kanada - 2010: für die Single Evacuate the Dancefloor |

Anmerkung: Auszeichnungen in Ländern aus den Charttabellen bzw. Chartboxen sind in ebendiesen zu finden.
| Land/RegionAuszeichnungen für Musikverkäufe (Land/Region, Auszeichnungen, Verkäufe, Quellen) | Gold     | Platin     | Verkäufe  | Quellen                                                              |
| -------------------------------------------------------------------------------------------- | -------- | ---------- | --------- | -------------------------------------------------------------------- |
| Australien (ARIA)                                                                            | —        | Platin1    | 70.000    | aria.com.au                                                          |
| Dänemark (IFPI)                                                                              | Gold1    | —          | 150.000   | hitlisten.nu                                                         |
| Deutschland (BVMI)                                                                           | —        | Platin1    | 300.000   | musikindustrie.de                                                    |
| Kanada (MC)                                                                                  | —        | 2× Platin2 | 160.000   | musiccanada.com                                                      |
| Neuseeland (RMNZ)                                                                            | —        | Platin1    | 15.000    | radioscope.net.nz (Memento vom 14. Oktober 2008 im Internet Archive) |
| Vereinigte Staaten (RIAA)                                                                    | —        | Platin1    | 1.000.000 | riaa.com                                                             |
| Vereinigtes Königreich (BPI)                                                                 | Gold1    | —          | 400.000   | bpi.co.uk                                                            |
| Insgesamt                                                                                    | 2× Gold2 | 6× Platin6 |           |                                                                      |